# Ferrari SF16-H
A Ferrari SF16-H egy Formula–1-es versenyautó, melyet a Ferrari csapat a 2016-os Formula–1 világbajnokság során használt. Pilótái az előző évi páros, Kimi Raikkönen és Sebastian Vettel maradtak. Az autó beceneve "Margherita" lett, Savoyai Margit olasz királyné után elnevezve. A típus nevében a "T" (turbó) megjelölést "H" (hibrid) megjelölésre cserélték.

## Áttekintés
Festésében lényeges változás volt, hogy sokkal több lett az autón a fehér rész, illetve az olasz zászlónak megfelelően helyenként zöld csíkok is felkerültek. Ezt a fajta festést használta korábban a Ferrari 312T és a Ferrari F93A is.
Az előző évi ígéretes teljesítményt ebben az évben visszaesés követte. Egyetlen győzelmet sem sikerült aratniuk, legjobb eredményük a második hely volt, de többször lecsúsztak még a dobogóról is. Így a bajnokságban meg kellett elégedniük a harmadik hellyel. Vettel, aki a jobb eredményeket érte el, sem volt versenyben a bajnoki címért érdemben, csak a negyedik helyen zárt.

## Fejvédő keret

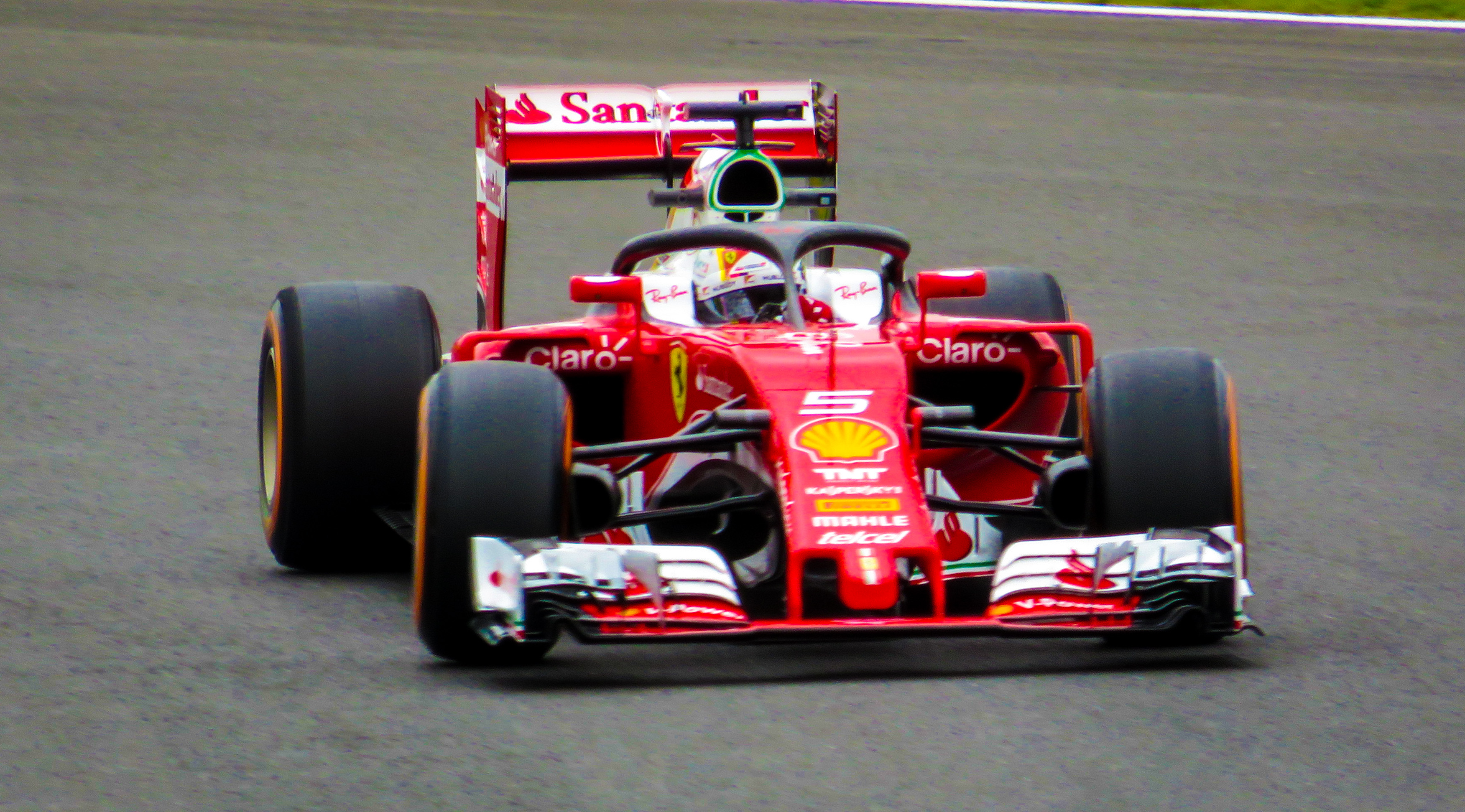
Sebastian Vettel a fejvédő kerettel

Miután az autósportokban több halálos baleset (Jules Bianchi, Justin Wilson) történt fejsérülések következtében, az FIA elhatározta, hogy a biztonságot a következő években növelni fogja. A Ferrari volt az, amelyik a többféle megoldás közül a fejvédő keretet (közkeletű magyar nevén glóriát) tesztelte a brit nagydíj szabadedzésén. A titán kompozit anyagból készült eszközt végül 2018-tól lett kötelező alkalmazni a Formula–1-ben.

## Eredmények
| Év   | Csapat           | Motor       | Gumik | Pilóták          | Nagydíjak | Nagydíjak | Nagydíjak | Nagydíjak | Nagydíjak | Nagydíjak | Nagydíjak | Nagydíjak | Nagydíjak | Nagydíjak | Nagydíjak | Nagydíjak | Nagydíjak | Nagydíjak | Nagydíjak | Nagydíjak | Nagydíjak | Nagydíjak | Nagydíjak | Nagydíjak | Nagydíjak | Pont | Helyezés |
| Év   | Csapat           | Motor       | Gumik | Pilóták          | AUS       | BHR       | CHN       | RUS       | ESP       | MON       | CAN       | EUR       | AUT       | GBR       | HUN       | GER       | BEL       | ITA       | SIN       | MAL       | JPN       | USA       | MEX       | BRA       | ABU       | Pont | Helyezés |
| ---- | ---------------- | ----------- | ----- | ---------------- | --------- | --------- | --------- | --------- | --------- | --------- | --------- | --------- | --------- | --------- | --------- | --------- | --------- | --------- | --------- | --------- | --------- | --------- | --------- | --------- | --------- | ---- | -------- |
| 2016 | Scuderia Ferrari | Ferrari 061 | P     | Sebastian Vettel | 3         | NI        | 2         | KI        | 3         | 4         | 2         | 2         | KI        | 9         | 4         | 5         | 6         | 3         | 5         | KI        | 4         | 4         | 5         | 5         | 3         | 398  | 3.       |
| 2016 | Scuderia Ferrari | Ferrari 061 | P     | Kimi Räikkönen   | KI        | 2         | 5         | 3         | 2         | KI        | 6         | 4         | 3         | 5         | 6         | 6         | 9         | 4         | 4         | 4         | 5         | KI        | 6         | KI        | 6         | 398  | 3.       |

## Fordítás
- Ez a szócikk részben vagy egészben  a   Ferrari SF16-H című angol Wikipédia-szócikk ezen változatának fordításán alapul.  Az eredeti cikk szerkesztőit annak laptörténete sorolja fel. Ez a jelzés csupán a megfogalmazás eredetét és a szerzői jogokat jelzi, nem szolgál a cikkben szereplő információk forrásmegjelöléseként.